# Analiza wymiarowa
Analiza wymiarowa jest narzędziem powszechnie stosowanym w fizyce, chemii oraz inżynierii (głównie mechanicznej oraz chemicznej), opartym na teorii podobieństwa, stosowanym do wyznaczania warunków podobieństwa dynamicznego poprzez analizę wielkości fizycznych charakteryzujących dane zjawisko.

## Przykład
Każdą zależność funkcyjną (nieznaną) można zapisać jako funkcję kilku parametrów fizycznych (niezależnych, np. temperatura, czas itp.), z których każdy posiada swój wymiar (w układzie SI będzie to np. metr lub sekunda). Najprostszy taki przypadek (spadek ciśnienia w przewodzie) można wyrazić jako funkcję długości przewodu {\displaystyle (l),} średnicy przewodu {\displaystyle (d),} prędkości płynu {\displaystyle (u),} lepkości dynamicznej płynu {\displaystyle (\mu )} oraz gęstości płynu {\displaystyle (\rho ){:}}
{\displaystyle \Delta p=f{\rm {(d,l,u,\mu ,\rho ).}}}
Założone parametry mają następujące wymiary:
{\displaystyle [d]={\rm {{L},}}} {\displaystyle [l]={\rm {{L},}}} {\displaystyle [u]={\rm {{\frac {L}{T}},}}} {\displaystyle [\mu ]={\rm {{\frac {M}{L\cdot T}},}}} {\displaystyle [\rho ]={\rm {{\frac {M}{L^{3}}}.}}}
Każdą taką funkcję można wyrazić w postaci potęgowej:
{\displaystyle \Delta p=C\cdot d^{A}\cdot l^{B}\cdot u^{D}\cdot \mu ^{E}\cdot \rho ^{F},}
gdzie litery od {\displaystyle A} do {\displaystyle F} oznaczają stałe.
Zgodnie z zasadą zgodności wymiarowej, wartość po lewej stronie równania musi równać się wartości po prawej stronie równania. Przyjmując, że wymiarem ciśnienia jest {\displaystyle {\rm {\frac {M}{L\cdot T^{2}}}}} równanie przyjmuje postać:
{\displaystyle {\rm {{M^{1}\cdot L^{-1}\cdot T^{-2}=C\cdot L^{A}\cdot L^{B}\cdot L^{D}\cdot T^{-D}\cdot M^{E}\cdot L^{-E}\cdot T^{-E}\cdot M^{F}\cdot L^{-3F}}.}}}
Z porównania wykładników potęgowych wymiarów po lewej oraz po prawej stronie równania powstaje układ trzech równań:
dla   {\displaystyle {\begin{array}{l}{\rm {L}}\\{\rm {M}}\\{\rm {T}}\end{array}}\left\{{\begin{array}{l}-1=A+B+D-E-3F\\1=E+F\\-2=-D-E\end{array}}\right.}
Jest to układ trzech równań z pięcioma niewiadomymi. Można go rozwiązać, przyjmując dwie z pięciu wartości za znane (np. {\displaystyle B} oraz {\displaystyle E}).
{\displaystyle F=1-E,}
{\displaystyle D=2-E,}
{\displaystyle A=3F+E-1-B-D,}
{\displaystyle A=3-3E+E-1-B-2+E,}
{\displaystyle A=-E-B.}
Ostateczna postać wzoru:
{\displaystyle \Delta p=C\cdot d^{-E-B}\cdot l^{B}\cdot u^{2-E}\cdot \mu ^{E}\cdot \rho ^{1-E},}
{\displaystyle {\frac {\Delta p}{\rho u^{2}}}=C\cdot \left({\frac {l}{d}}\right)^{B}\cdot \left({\frac {\mu }{ud\rho }}\right)^{E},}
{\displaystyle {\frac {\Delta p}{\rho u^{2}}}=C\cdot \left({\frac {l}{d}}\right)^{B}\cdot \left({\frac {ud\rho }{\mu }}\right)^{-E},}
{\displaystyle {\rm {{Eu}=f{\rm {\left({\frac {l}{d}},Re\right),}}}}}
gdzie:
{\displaystyle {\rm {Re}}} – liczba Reynoldsa,
{\displaystyle {\rm {Eu}}} – liczba Eulera.

## Twierdzenie Buckinghama
Twierdzenie Buckinghama (znany również jako twierdzenie Π) mówi, że liczba modułów bezwymiarowych równa jest liczbie niezależnych parametrów fizycznych pomniejszonych o liczbę wymiarów podstawowych (metr, sekunda, kilogram, kelwin, amper, kandela).
Równanie o n zmiennych, można zapisać w postaci:
{\displaystyle f{\rm {(Q_{1},Q_{2},Q_{3},\dots ,Q_{n})=0.}}}
Jeżeli liczbę parametrów podstawowych występującym w tym równaniu oznaczymy przez r, to zgodnie z teorematem Π liczba modułów bezwymiarowych będzie równa n-r, co można zapisać:
{\displaystyle f{\rm {(\pi _{1},\pi _{2},\pi _{3},\dots ,\pi _{n-r})=0.}}}
W omówionym przykładzie liczba parametrów niezależnych {\displaystyle (n)} równa jest 6, liczba wartości podstawowych występującym w tym równaniu {\displaystyle (r)} jest równa 3 (m, kg, s) tak więc liczba modułów bezwymiarowych (Π) równa jest 3.